# Нью-Лізбен (Нью-Йорк)
Нью-Лізбен (англ. New Lisbon) — місто (англ. town) в США, в окрузі Отсего штату Нью-Йорк. Населення — 1084 особи (2020).

## Демографія
Згідно з переписом 2010 року, у місті мешкало 1114 осіб у 474 домогосподарствах у складі 318 родин. Було 659 помешкань
Расовий склад населення:
| - 97,9 % — білих - 0,3 % — корінних американців - 0,3 % — чорних або афроамериканців |

До двох чи більше рас належало 1,0 %. Частка іспаномовних становила 2,2 % від усіх жителів.
За віковим діапазоном населення розподілялося таким чином: 19,6 % — особи молодші 18 років, 64,3 % — особи у віці 18—64 років, 16,1 % — особи у віці 65 років та старші. Медіана віку мешканця становила 45,5 року. На 100 осіб жіночої статі у місті припадало 90,8 чоловіків;  на 100 жінок у віці від 18 років та старших — 93,9 чоловіків також старших 18 років.
Середній дохід на одне домашнє господарство  становив 75 306 доларів США (медіана — 58 625), а середній дохід на одну сім'ю — 82 824 долари (медіана — 72 500). Медіана доходів становила 50 750 доларів для чоловіків та 37 118 доларів для жінок. За межею бідності перебувало 7,3 % осіб, у тому числі 12,0 % дітей у віці до 18 років та 2,5 % осіб у віці 65 років та старших.
Цивільне працевлаштоване населення становило 597 осіб. Основні галузі зайнятості: освіта, охорона здоров'я та соціальна допомога — 28,6 %, виробництво — 12,9 %, фінанси, страхування та нерухомість — 12,7 %.